# José Luís Mateus Alexandre
José Luís Mateus Alexandre (Bongo, Longonjo - 15 de Janeiro de 1968) é um biólogo e professor universitário angolano.

## Biografia
José Luís Mateus Alexandre nasceu na vila do Bongo, no município de Longonjo, na província de Huambo, em 15 de janeiro de 1968.
Começou os estudos primários na missão católica de Chinombo (Longonjo), tendo continuado os estudos primários na Ganda e em Benguela. Destacou-se como aluno da Escola do 3º Nível Comandante Cassanje em Benguela (1985). Fez o curso médio de agronomia no Instituto Médio Agrário de Briansk. Obteve a graduação e o mestrado em agronomia pela Universidade Estatal Agrária de São Petersburgo, na Rússia. Doutorou-se em biologia pelo Instituto de Investigação Científica de Plantas de Toda a Rússia (VNIIR) em São Petersburgo.
Ingressou na Universidade Agostinho Neto como professor auxiliar no Instituto Superior de Ciências de Educação do Lubango, em 2005.
Como professor associado no Instituto Superior de Ciências da Educação (ISCED) do Lubango da Universidade Agostinho Neto, exerceu durante quatro anos (2006-2009) o cargo de Vice-Decano para os Assuntos Científicos e Pós Graduação e Presidente do Conselho Científico.
De 2009 a 2015 exerceu o cargo de vice-reitor para os assuntos científicos da Universidade Mandume ya Ndemufayo, uma das unidades de ensino superior da 6ª Região Académica de Angola.
Desde 2015 exerce o cargo de director-geral do Instituto Superior de Ciências da Educação da Huíla (ISCED-Huíla), sendo professor catedrático da instituição desde 2019.
É também presidente da Rede de Instituições de Ensino Superior de Formação de Professores em Angola (RIESFPA).

## Atuação profissional
Tem vários artigos publicados, além de participação em vários eventos cientifico-pedagógicos nacionais e internacionais. Suas principais áreas de investigação são:
- Biologia vegetal
- Genética
- Agronomia geral
- Agronomia tropical
- Ecologia geral
- Ecologia agrária
- Ecologia terrestre
- História natural
- Botânica
- Etnobotânica
- Tecnologias de ensino e investigação científica
- Ambiente
- Gestão e avaliação de impacto ambiental